# ゴーストクレーター
ゴーストクレーター（Ghost crater）はクレーターに火山噴出物が堆積してできたものである。幻クレーターとも呼ばれる。水星では北半球の平野部においてよく見られる。他、月や火星でも見られており、金星にもあると予想されている。水星においてゴーストクレーターは地溝やリンクルリッジなどの地質学的特徴を持っている。これらの特徴は隆起や天体の収縮などで生じた力により形成されており、他の地球型惑星ではまだ確認されていない。

## 発見
水星のゴーストクレーターの正確な発見日は定かではないが、水星の地図が作られた21世紀であるのは確かである。メッセンジャーによって大部分の水星の地図が作られると多くの地形が発見された。2013年には水星の地図が完成し、メッセンジャーに搭載されているMDIS(Mercury Dual Imaging System)やレーザー高度計により解像度の高い表面図が得られたためゴーストクレーターはより多く発見された。

## 水星特有の特徴
ここでは水星においてゴーストクレーターを形成する地溝とリンクルリッジについて説明する。

### 地溝
地溝は正断層に関連した地質学的特徴である。地溝は隆起が原因となって形成されているものが多い。隆起はクレーターができたときのアイソスタシーによる隆起や火山噴出物の堆積によるものが考えられる。なお火山噴出物が堆積すると隆起するのは火山物質が冷えて収縮し冷却によって更なる収縮をもたらすためである。
また、地溝の向きは収縮したときの場合によって異なっている。クレーター周方向の応力が大きいときは放射線状に、半径方向の応力が大きいときは円状に形成され、半径方向の応力と周方向の応力がほぼ同じ場合、多角模様が形成される。

### リンクルリッジ
リンクルリッジは地殻が隆起している地質学的特徴であり、圧縮応力に関係している。水星の内部では冷えており収縮しているのだがこの収縮は水星全体の圧縮を引き起こしている。水星ではリンクルリッジは火山性の平野でよく見られる。平野に火山堆積物がある場合、火山堆積物の冷却により収縮し、リソスフェアが褶曲を起こすことで、更なる圧縮応力が引き起こされるからである。

## 形成の流れ
現在、ゴーストクレーター形成の一連の流れを明確にするためにCross-cutting relationship(英語版)(多様な地質学的特徴の見られるところで相対年代を使う方法)が使われている。ゴーストクレーター内での例としてリンクルリッジの中に地溝があるとき、リンクルリッジができてから地溝が隆起したことが予測される。また、地溝がリンクルリッジによって部分的に削られたように見えるとき、地溝が先にできてからリンクルリッジが一部だけを削ぎ落とすようにしてできたことが予測される。

## 貴重性
地溝とリンクルリッジから成るゴーストクレーターは水星特有の地形である。地溝やリンクルリッジが存在するには天体の内部が冷えて収縮している間に溶岩がクレーターに蓄積し冷えることが必要である。月や火星などの水星以外の天体ではゴーストクレーターであっても地溝やリンクルリッジを持っていない。原因はおそらく火山由来物質の割合が月や火星では水星より低いからだと思われる。